# Grewia asiatica
Grewia asiatica (phalsa o falsa) (en urdu: فالسہ‎) es una especie del género Grewia nativa del sur de  Asia desde Pakistán a Camboya, y ampliamente cultivada en otros países tropicales. Grewia celtidifolia estaba inicialmente considerada como una variedad de Grewia asiatica, pero ahora se la considera como una especie distinta.

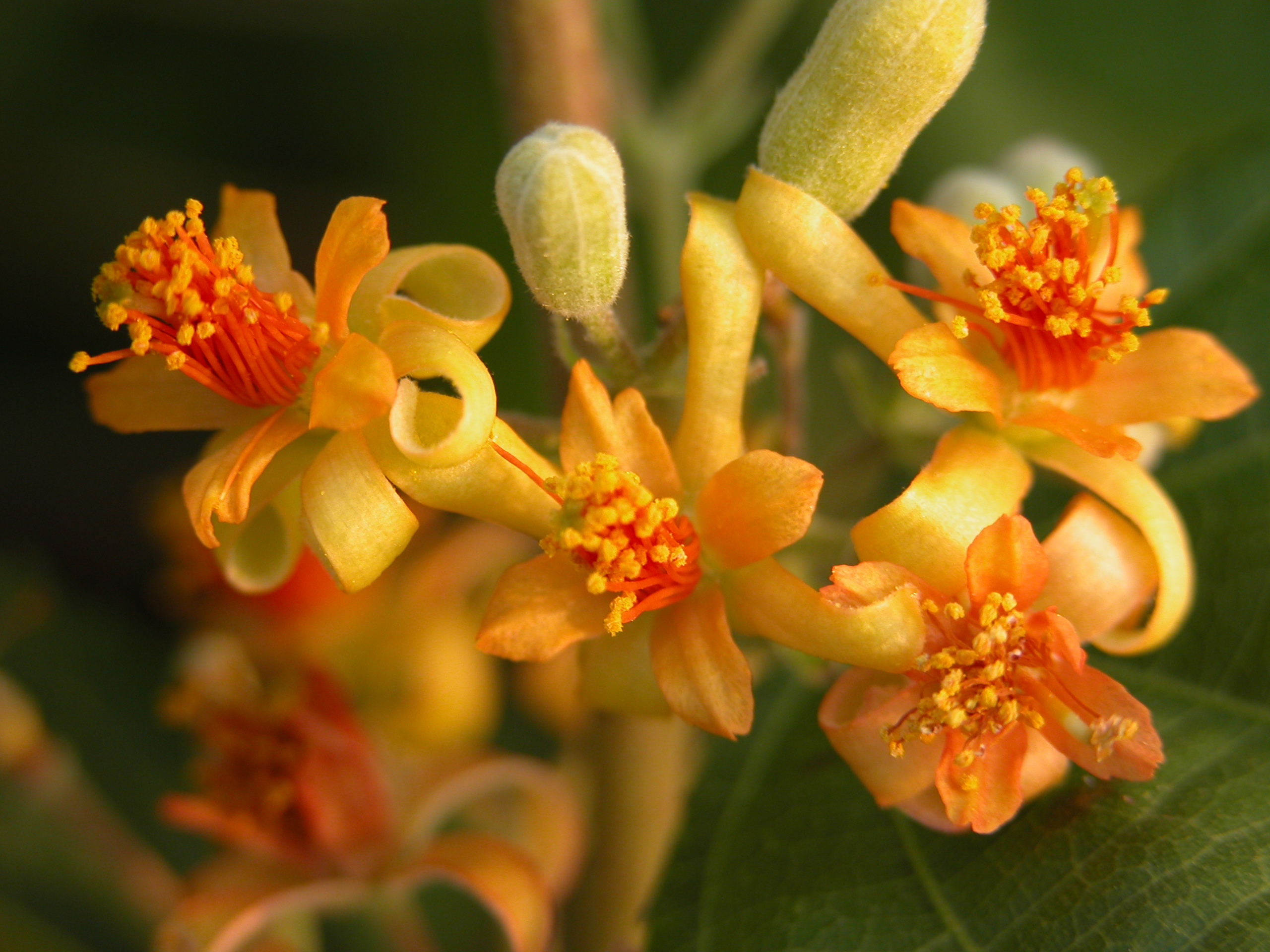
Flores

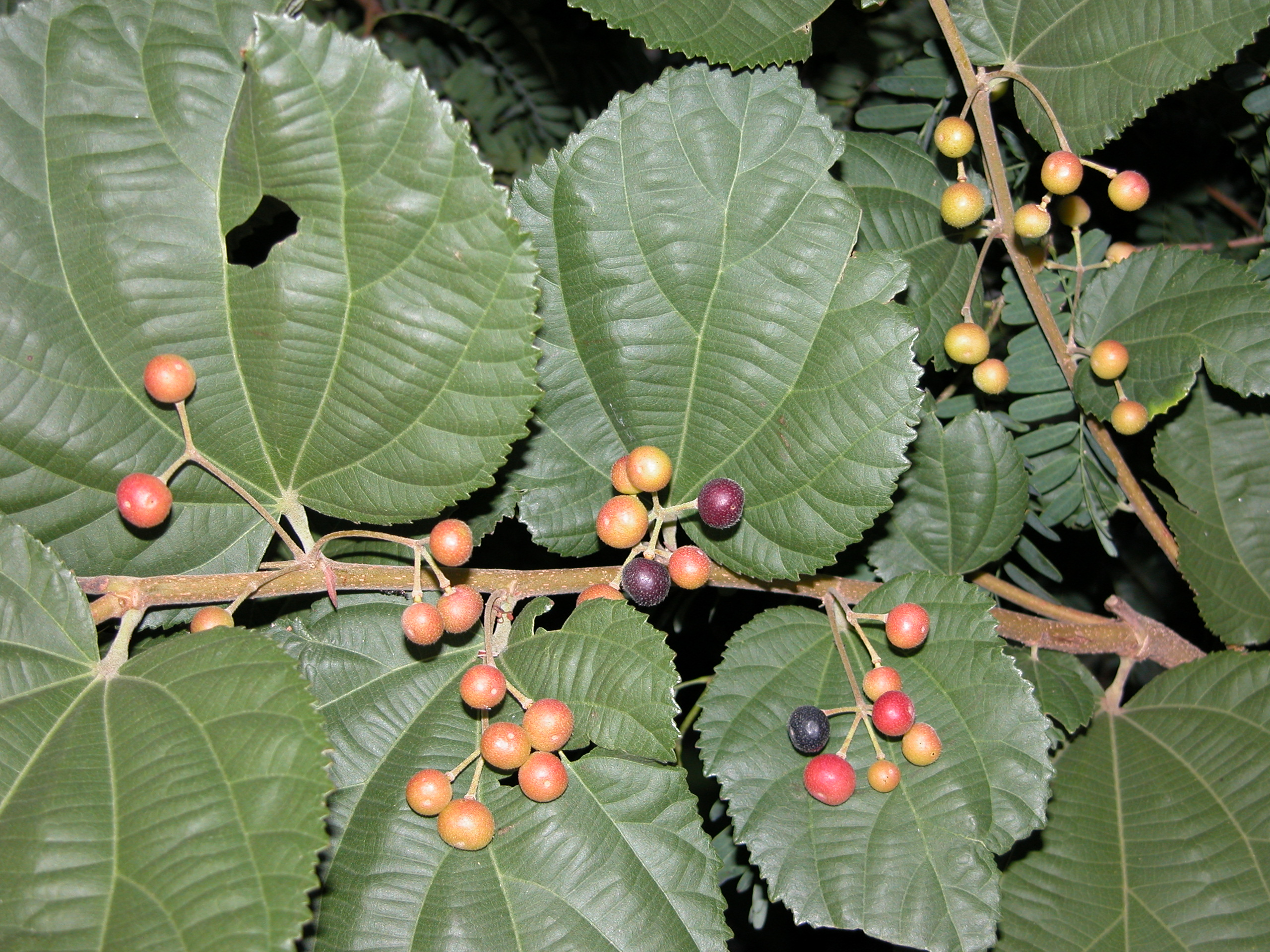
Hojas

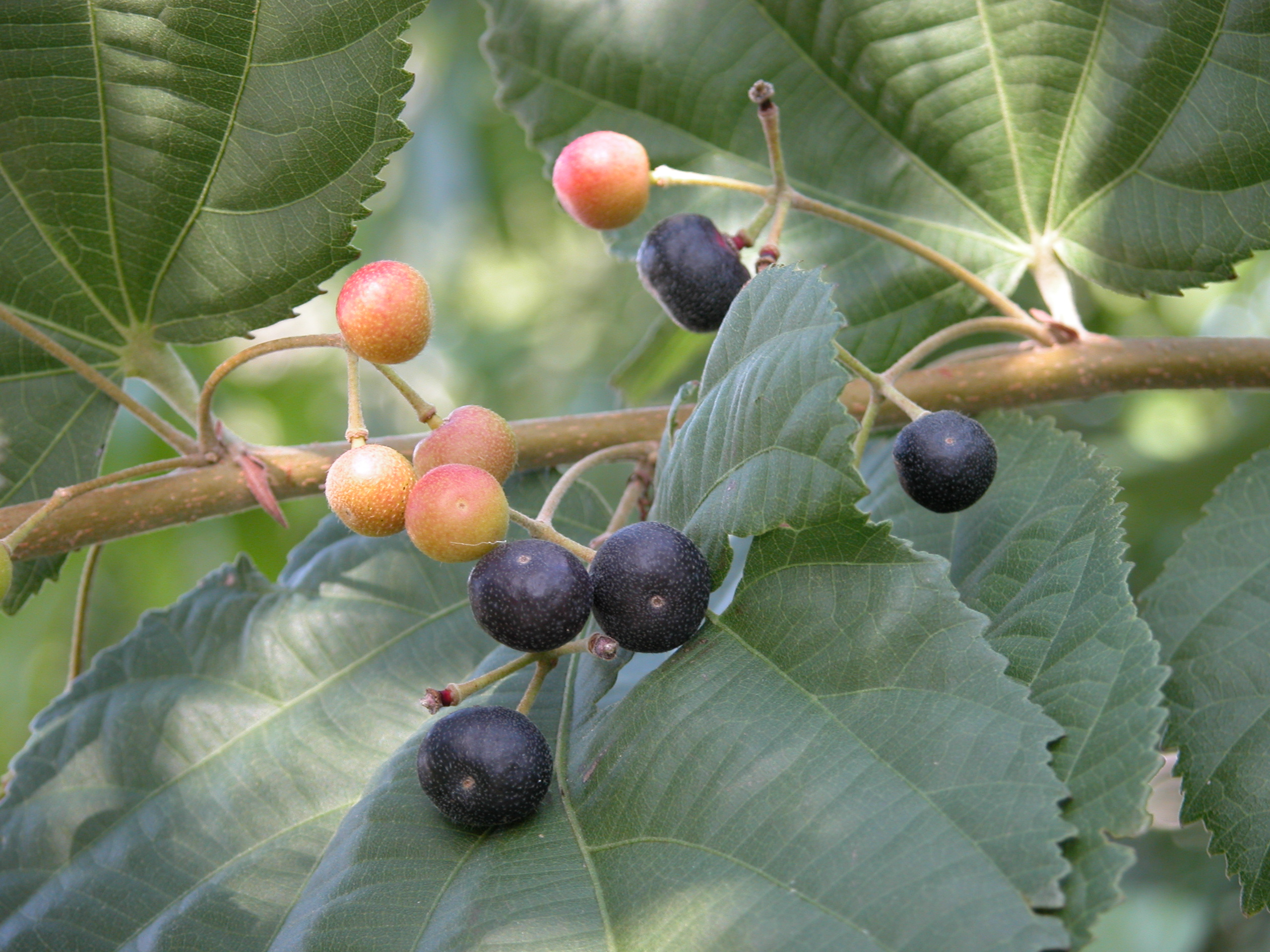
Frutos en detalle desde las ramas.

## Descripción
Es un arbusto o pequeño árbol que alcanza unos 8 m de altura. Las hojas son ampliamente redondeadas, de 18,5 cm de largo y de ancho, con un peciolo de 1 a 1,5 cm de largo. Las flores se producen en cimas, las flores individuales tienen cerca de 2 cm de diámetro, son de color amarillo, con cinco grandes (12 mm) sépalos y cinco más pequeños (4-5 mm), pétalos. El fruto es una drupa comestible  de 5-12 mm de diámetro, de color morado a negro cuando está maduro.

## Cultivo y usos

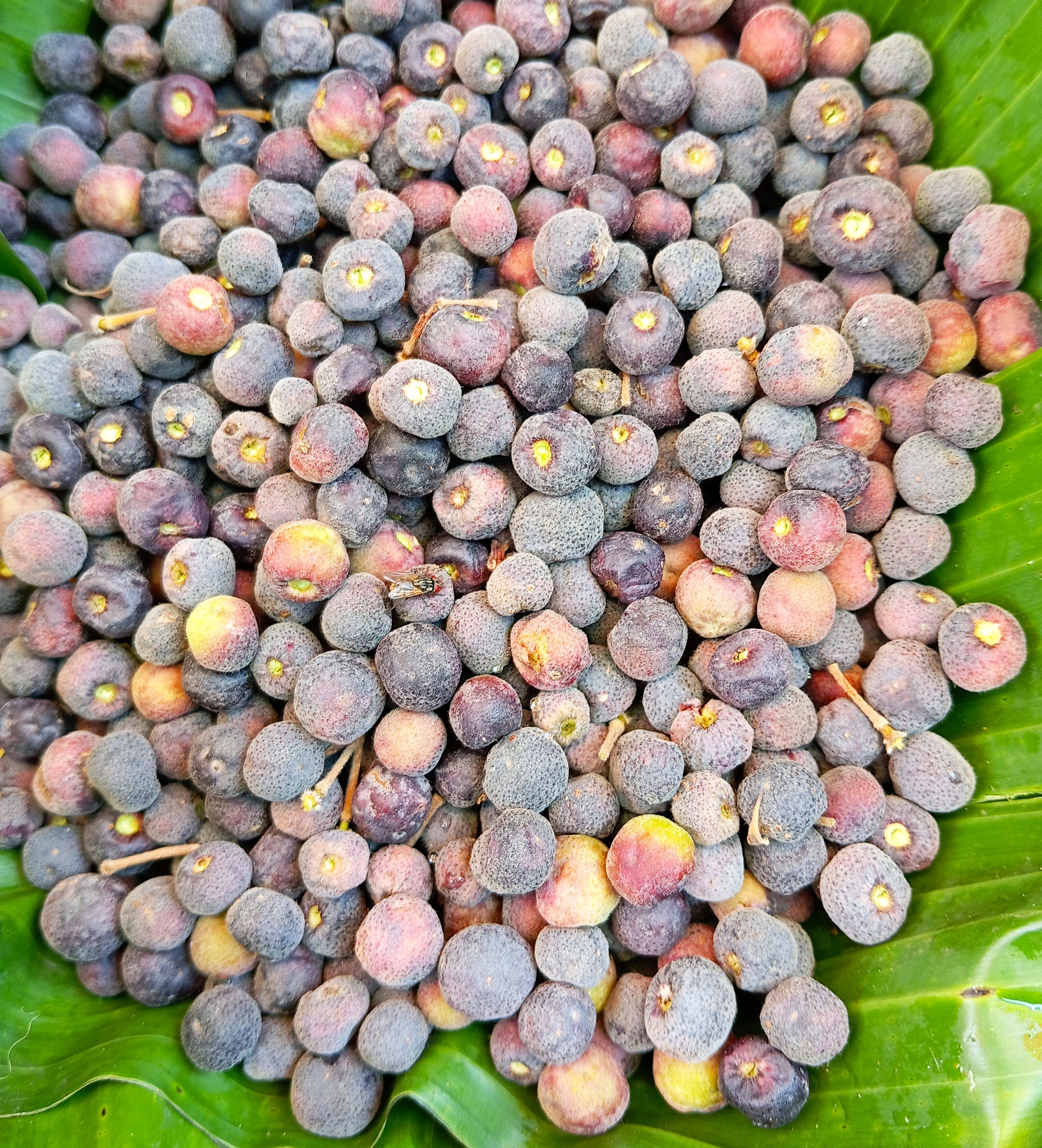
frutos de Grewia asiatica.

Es ampliamente cultivada por sus frutos dulces y ácidos, que se venden en el mercado durante los meses de verano bajo el nombre de Falsa. Un agradable sorbete se prepara a partir de la pulpa de la fruta mediante la mezcla con azúcar y se utiliza como astringente, estomacal y refrigerante.
Se ha convertido en una especie naturalizada y localmente invasiva en Australia y Filipinas.

## Propiedades
Los frutos calman la sed y la sensación de ardor, y puede reducir inflamaciones. Se dice que son buenos para la sangre y trastornos del corazón, fiebre y diarrea. La fruta también es buena para los problemas de la garganta. Los frutos inmaduros eliminan la bilis. La corteza de la raíz es utilizada por las tribus Santhal para el reumatismo. La corteza del tallo se dice que es utilizado en el refinado de azúcar, para la fabricación de cuerdas y su infusión se usa como emoliente. Las hojas se utilizan como una aplicación para  erupciones pustulosas. Los brotes también se prescriben por algunos médicos.

## Taxonomía
Grewia asiatica fue descrita por Carlos Linneo  y publicado en Mantissa Plantarum 122.  1767.
Sinonimia
- Grewia subinaequalis DC.
- Grewia hainesiana Hole
- Microcos lateriflora L.